# Muorjak (Arjeplogs socken, Lappland)
Muorjak är en sjö i Arjeplogs kommun i Lappland och ingår i Piteälvens huvudavrinningsområde.